# Na Arena Ao Vivo
Na Arena Ao Vivo é um álbum ao vivo de Edson & Hudson, lançado em 2007 pela EMI. O show aconteceu no dia 20 de abril de 2007 na 12ª Festa do Peão de Boiadeiro de Osasco, diante de um público de 55 mil pessoas, contando com 18 câmeras, um helicóptero para tomadas aéreas e a participação de Bruno & Marrone e Tchê Garotos. O álbum foi certificado com um disco de ouro pelas 100.000 cópias vendidas.

## Faixas

### CD
| N.º | Título                                                    | Duração |  |
| 1.  | "Assovia"                                                 | 3:21    |  |
| 2.  | "Solidão Aqui Já Era"                                     | 3:11    |  |
| 3.  | "Fala"                                                    | 3:26    |  |
| 4.  | "Galera Coração"                                          | 3:29    |  |
| 5.  | "Tá no Meu Coração"                                       | 3:32    |  |
| 6.  | "Imprevisível" (part. Bruno & Marrone)                    | 3:34    |  |
| 7.  | "Hoje Eu Posso Chorar"                                    | 2:54    |  |
| 8.  | "Fui Buscar"                                              | 2:50    |  |
| 9.  | "Ela Encasquetou"                                         | 3:15    |  |
| 10. | "Eu Quero Mais"                                           | 3:38    |  |
| 11. | "Foi Deus"                                                | 3:17    |  |
| 12. | "Vamos Fazer Festa" (part. Tchê Garotos)                  | 3:41    |  |
| 13. | "Eu Não Sei Dizer Que Eu Não Te Amo (I Can't Unlove You)" | 3:25    |  |
| 14. | "Não Sou Eu Quem Te Faz Sonhar"                           | 3:12    |  |
| 15. | "Solte a Garganta"                                        | 3:24    |  |

### DVD
| N.º | Título                                                    | Duração |  |
| 1.  | "Assovia"                                                 |         |  |
| 2.  | "Tá no Meu Coração"                                       |         |  |
| 3.  | "Amor Demais"                                             |         |  |
| 4.  | "Imprevisível" (part. Bruno & Marrone)                    |         |  |
| 5.  | "Hoje Eu Posso Chorar"                                    |         |  |
| 6.  | "Galera Coração"                                          |         |  |
| 7.  | "Foi Deus"                                                |         |  |
| 8.  | "Fui Buscar"                                              |         |  |
| 9.  | "Eu Quero Mais"                                           |         |  |
| 10. | "A Gente Vai"                                             |         |  |
| 11. | "Fala"                                                    |         |  |
| 12. | "Vamos Fazer Festa" (part. Tchê Garotos)                  |         |  |
| 13. | "Violência Armada - Parte I"                              |         |  |
| 14. | "Esqueça Que Eu Te Amo"                                   |         |  |
| 15. | "Pot-Pourri: Fio de Cabelo / Nuvem de Lágrimas"           |         |  |
| 16. | "Ela Encasquetou"                                         |         |  |
| 17. | "Eu Não Sei Dizer Que Eu Não Te Amo (I Can't Unlove You)" |         |  |
| 18. | "Não Sou Eu Quem Te Faz Sonhar"                           |         |  |
| 19. | "Solidão Aqui Já Era"                                     |         |  |
| 20. | "Solte a Garganta"                                        |         |  |

## Certificações
| Brasil (ABPD)                             | Ouro | 2009 | 100.000* |
| *número de vendas baseado na certificação |      |      |          |